# Ivănești (okręg Vaslui)
Ivănești – wieś w Rumunii, w okręgu Vaslui, w gminie Ivănești. W 2011 roku liczyła 1224 mieszkańców.